# 2022 en musique classique
| \| • Retour à la chronologie générale de la musique classique • \| |
| Grèce • Rome • Haut Moyen Âge • VIIIe siècle • IXe siècle • Xe siècle • XIe siècle XIIe siècle • XIIIe siècle • XIVe siècle • XVe siècle • XVIe siècle • XVIIe siècle XVIIIe siècle • XIXe siècle • XXe siècle • XXIe siècle |
| • Retour à la chronologie générale de la musique classique • |

| Années en musique classique : 2019 - 2020 - 2021 - 2022 - 2023 - 2024 - 2025    |
| Décennies en musique classique : 1990 - 2000 - 2010 - 2020 - 2030 - 2040 - 2050 |

Cette page recense les événements qui se sont produits durant l'année 2022 en musique classique.

## Événements

### Créations
- 21 janvier : Amorosa presenza, opéra de Nicola Piovani, créé à Trieste ;
- 8 juillet : Il Viaggio, Dante, opéra de Pascal Dusapin, créé au festival d'Aix-en-Provence ;
- 10 septembre : Antony and Cleopatra, opéra de John Adams, créé à l'Opéra de San Francisco.
- 23 septembre : La Passione di Gesù, oratorio de Leonardo García Alarcón, créé au festival d'Ambronay[1].
- 9 octobre : L'Annonce faite à Marie, opéra de Philippe Leroux, créé à Nantes.
- 22 novembre : The Hours (en), opéra de Kevin Puts, créé au Metropolitan Opera de New York.
- 13 décembre : On purge bébé !, opéra de Philippe Boesmans, à Bruxelles.

### Autres
- 1er janvier : concert du nouvel an de l'orchestre philharmonique de Vienne au Musikverein, dirigé par Daniel Barenboim.

## Prix
- Prix Ernst von Siemens : Olga Neuwirth.
- Prix Polar Music : Ensemble intercontemporain.
- Prix Birgit Nilsson : Yo-Yo Ma.
- Praemium Imperiale : Krystian Zimerman.
- Prix Pulitzer de musique : Raven Chacon, pour Voiceless Mass.

## Décès
- 7 janvier : Stéphane Blet, pianiste français (° 9 mars 1969).
- 9 janvier : Maria Ewing, cantatrice américaine (° 27 mars 1950).
- 10 janvier : Francis Jackson, organiste et compositeur britannique (° 2 octobre 1917).
- 16 janvier : William Cochran, ténor héroïque américain (° 23 juin 1943).
- 18 janvier :  Paavo Heininen, compositeur finlandais (° 13 janvier 1938).
- 19 janvier : Patrice Sciortino, compositeur français (° 26 juillet 1922).
- 30 janvier : Piero Gamba, chef d'orchestre et pianiste italien (° 16 septembre 1936).
- 6 février : George Crumb, compositeur américain (24 octobre 1929).
- 9 février : Joseph Horovitz, compositeur et chef d'orchestre britannique (° 26 mai 1926).
- 8 mars : René Clemencic, compositeur, claveciniste, musicologue et chef d'orchestre autrichien (° 27 février 1928).
- 31 mars : Joseph Kalichstein, pianiste américain (° 15 janvier 1946).
- 10 avril : Philippe Boesmans, compositeur belge (° 17 mai 1936).
- 17 avril : Radu Lupu, pianiste roumain (° 30 novembre 1945).
- 18 avril : Nicholas Angelich, pianiste américain (° 14 décembre 1970).
- 18 avril :  Harrison Birtwistle, compositeur britannique  (° 15 juillet 1934).
- 13 mai : Teresa Berganza, mezzo-soprano espagnole (° 16 mars 1933).
- 13 mai : Simon Preston, organiste, claveciniste et chef de chœur britannique (° 4 août 1938).
- 20 mai : Jean-Philippe Vasseur, altiste français (° 1946).
- 31 mai : Ingram Marshall, compositeur américain (° 10 mai 1942).
- 8 juin : David Lloyd-Jones, chef d’orchestre britannique (° 19 novembre 1934).
- 20 juin : Kurt Equiluz, ténor autrichien (° 13 juin 1929).
- 1er juillet : Richard Taruskin, musicologue et critique américain (° 2 avril 1945).
- 3 juillet : Joseph Banowetz, pianiste, pédagogue et éditeur américain (° 5 décembre 1936).
- 20 juillet : Alice Harnoncourt, violoniste autrichienne (° 26 septembre 1930).
- 22 juillet : Stefan Soltész, chef d'orchestre autrichien d'origine hongroise (° 6 janvier 1949).
- 23 juillet : Marie Leonhardt, violoniste suisse (° 6 novembre 1928).
- 20 août : Franz Hummel, compositeur et pianiste allemand (° 2 janvier 1939).
- 23 août : Pascal Monteilhet, luthiste et théorbiste français (° 1955).
- 5 septembre :  Lars Vogt, pianiste et chef d'orchestre allemand (° 8 septembre 1970).
- 8 septembre : Klaus Weise, chef d'orchestre allemand (° 30 janvier 1936).
- 4 octobre : Jean Gallois, musicologue et critique musical français (° 30 mars 1929).
- 7 octobre : Toshi Ichiyanagi, compositeur japonais (° 4 février 1933).
- 7 octobre : Susanna Mildonian, harpiste belge (° 2 juillet 1940).
- 14 octobre : Mariana Nicolesco, soprano roumaine (° 28 novembre 1948).
- 17 octobre : Michael Ponti, pianiste américain (° 29 octobre 1937).
- 20 octobre : Philippe Aïche, violoniste et chef d'orchestre français (° 10 décembre 1962).
- 23 octobre : Libor Pešek, chef d'orchestre tchèque (° 22 juin 1933).
- 17 novembre : Azio Corghi, compositeur italien (° 9 mars 1937).
- 17 novembre : Tomáš Svoboda, compositeur, chef d'orchestre et pédagogue américain d'origine tchèque (° 6 décembre 1939).
- 18 novembre : Ned Rorem, compositeur et diariste américain (° 23 octobre 1923).
- 2 décembre : Laila Storch, hautboïste américaine (° 28 février 1921).
- 5 décembre : Jost Meier, compositeur et chef d'orchestre suisse (° 15 mars 1939).
- 10 décembre : John Aler, ténor américain (° 4 octobre 1949).
- 17 décembre : Urmas Sisask, compositeur estonien (° 9 septembre 1960).
- 18 décembre : Wim Henderickx, compositeur belge (° 17 mars 1962).
- 19 décembre : Stanley Drucker, clarinettiste américain (° 4 février 1929).
- 26 décembre : Monika Frimmer, soprano allemande (° 16 août 1957).